# Ephraim (Wisconsin)
Ephraim es una villa ubicada en el condado de Door en el estado estadounidense de Wisconsin. En el Censo de 2010 tenía una población de 288 habitantes y una densidad poblacional de 15,54 personas por km².

## Geografía
Ephraim se encuentra ubicada en las coordenadas 45°10′8″N 87°10′22″O / 45.16889, -87.17278. Según la Oficina del Censo de los Estados Unidos, Ephraim tiene una superficie total de 18.53 km², de la cual 9.8 km² corresponden a tierra firme y (47.09%) 8.73 km² es agua.

## Demografía
Según el censo de 2010, había 288 personas residiendo en Ephraim. La densidad de población era de 15,54 hab./km². De los 288 habitantes, Ephraim estaba compuesto por el 98.96% blancos, el 0% eran afroamericanos, el 0.35% eran amerindios, el 0% eran asiáticos, el 0% eran isleños del Pacífico, el 0.69% eran de otras razas y el 0% pertenecían a dos o más razas. Del total de la población el 2.43% eran hispanos o latinos de cualquier raza.